# Tetrastigma curtisii
Tetrastigma curtisii là một loài thực vật hai lá mầm trong họ Nho. Loài này được (Ridl.) Suess. miêu tả khoa học đầu tiên năm 1953.